# لويس كارلوس ليما
لويس كارلوس ليما (15 يونيو 1987 في البرازيل - ) هو لاعب كرة قدم برازيلي في مركز الوسط. لعب مع زاغويمبيه لوبين وسانتو أندريه وكورونا كييلتسى وموريرينسي ونادي جل فيسنتي ونادي غاما ونادي كورينثيانس ألاغوانو وZawisza Bydgoszcz ‏ ونادي نوروستي الرياضي وأميريكا فوتيبول كلوبي (أيس بي) وPoços de Caldas Futebol Clube ‏.

## وصلات خارجية
- لويس كارلوس ليما على موقع قاعدة بيانات كرة القدم.إي يو (الإنجليزية)
- لويس كارلوس ليما على موقع Soccerway.com (الإنجليزية)
- لويس كارلوس ليما على موقع عالم كرة القدم.نت (الإنجليزية)
- لويس كارلوس ليما على موقع AS.com (الإسبانية)